# Rudolf Braun (político)
Rudolf Braun é um político alemão da União Democrata-Cristã (CDU) e ex-membro do Bundestag alemão.

## Vida
Braun foi membro do Bundestag alemão de 10 de novembro de 1994 a 26 de outubro de 1998 (um mandato). Ele foi eleito por mandato directo do círculo eleitoral 328 na Saxónia. Foi membro titular da Comissão do Interior e membro suplente da Comissão de Cooperação e Desenvolvimento Económico. Ele é casado e pai de dois filhos.